# Vatted malt
La vatted malt o mezcla de maltas es una mezcla de diferentes whiskies puros de malta de diferentes destilerías. Las vatted malts no contienen whisky de grano, a diferencia de los productos etiquetados como "blended whisky" (whisky mezclado).
El término "vatting" se utiliza para describir el proceso de mezclado y no significa imperiosamente que se trate de vatted malt.
Los maltas mezclados o puros se han de reclasificar como maltas mezclados como parte de un proceso de estandarización de los descriptores de whisky escocés según la Scotch Whisky Association, que representa a la mayor parte de destilerías de whisky escocés.
Uno de los vatted malts más populares es Johnnie Walker Green Label (etiquetada como de "puro de malta" por la compañía).